# Burg Lipperode
Die alte Burg Lipperode ist ein Burgrest einer Wasserburg südlich des heutigen Lippstadter Stadtteils Lipperode im Kreis Soest am rechten Ufer der Lippe und rechts des Weges nach Esbeck. Ein Zugang ist über die Straße „Zum Amt“ vorhanden.

## Geschichte
Die Niederungsburg wird erstmals im Jahre 1248 in einer Urkunde des Klosters Liesborn erwähnt. Eine Bestätigung dieser Zeitangabe erbrachten auch die im Jahre 1987 abgeschlossenen drei Ausgrabungsphasen. Es wurden 2,4 m mächtige Bruchsteinmauern errichtet, die zu einem annähernd quadratischen Wohnturm von 21,8 m × 22,2 m Größe gehören. Mit der Errichtung dieses in romanischem Baustil errichteten Wohnturms muss kurze Zeit zuvor begonnen worden sein. Eine zweite Anlage in dieser Form hat es in ganz Westfalen nach bisherigen Kenntnissen nicht gegeben.
Bei dieser Burg handelt es sich offensichtlich nicht um die Stammburg der Edelherrn zur Lippe, denn diese hatten zur damaligen Zeit ihren Hauptsitz in Rheda (seit ca. 1220), der um 1300 nach Detmold verlegt wurde. Die Edelherren werden sich in ihrer Lipperoder Burg immer nur vorübergehend aufgehalten haben. Im Jahre 1297 wehrt sich der Erzbischof von Köln gegen die Errichtung der Burg und Edelherr Simon I. zur Lippe ließ beim Herannahen der Soldaten des Erzbischofs die Burgmauern abtragen, baute sie jedoch nach Abwendung der Gefahr wieder auf. Die Burg überstand die tecklenburgische, die eversteinsche und die Soester Fehde.
Im Jahre 1344 erfolgte der Landesteilungsvertrag zwischen den Brüdern Otto und Bernhard zur Lippe. Lipperode mit Rheda, Lippstadt und Holzminden gingen in Bernhards Besitz über. Vor 1411 muss die Burg umgebaut worden sein, denn in diesem Jahr wird erstmals der neue Bergfried neben der alten Burg erwähnt.

## Burglehen
Die Burg mit den angrenzenden Ländereien wurde als Lehen vergeben. Die Lippischen Regesten führen im Jahre 1363 die Burgmänner Dietrich von Ervethe (= Erwitte), Heinrich von Bredenole, Mayze von Ekeneberg, Helmig von Ervethe und Gohert Boleke an. Im Jahre 1410 wird Johann von der Borgh mit einem erblichen Burglehen ausgestattet, "nebst dem Wale bei dem niedern Pforthaus".
1476 erhalten die Brüder Philipp und Bernd von Hörde das Burglehen. Auch Pfandschaftsverhältnisse wurden eingegangen, d. h. gegen eine Pfandsumme wurden Ministeriale mit der Burg und ihren Einkünften belehnt, so z. B. die Herren von Wendt in den Jahren 1496 bis 1558. Nach 1589 endete die Burgvogtei und die Verwaltung durch gräflich-lippische Beamte. Es entwickelte sich eine herrschaftliche Domaine.

## Die Festung
Im Jahre 1600 fasste Graf Simon VI. zur Lippe den Entschluss, in Lipperode eine Festung nach niederländischem Vorbild zu errichten. Wie er zu diesem Entschluss kam, ist nicht nachzuvollziehen. Der Festungsausbau war mit hohen Kosten verbunden. Für den Bau konnte der niederländische Festungsbauspezialist Johann van Rijswijk gewonnen werden, der bereits 1601 ein fünfeckiges, sternförmiges Festungswerk entworfen hatte. Mit dem Aufkommen der Feuerwaffen und Geschütze waren die bisherigen Verteidigungsanlagen umzugestalten und Bastionen anzulegen, die aus dem Mauerkranz hervorragen und Geschütze aufnehmen konnten. Die Niederländer waren erfahren und bauten schnell und billig, weil sie statt Steinen Erde als Baumaterial nahmen und die grundwassernahen Gelände mit der Anlage von breiten Wassergräben ausnutzten. Dessen Aushub diente zugleich für die Anlage der Wälle und Bastionen.
Für den Bau der Festung wurde der niederländische Werkmeister Jetze Igens aus Leeuwarden gewonnen, der 1604 die Arbeit aufnahm. Nach fünf Jahren war das aufwendige Bauwerk mit seinen fünf mächtigen Bollwerken, den hohen Hauptwällen und den breiten Wassergräben fertiggestellt. Während der Bauzeit musste auch der westlich gelegene Teil des Dorfes nach Norden verlegt und planmäßig an der heutigen Bismarckstrasse, mit Wilhelm- und Hindenburgstrasse neu errichtet werden. Und so entstand eine der größten Festungen Ostwestfalens.

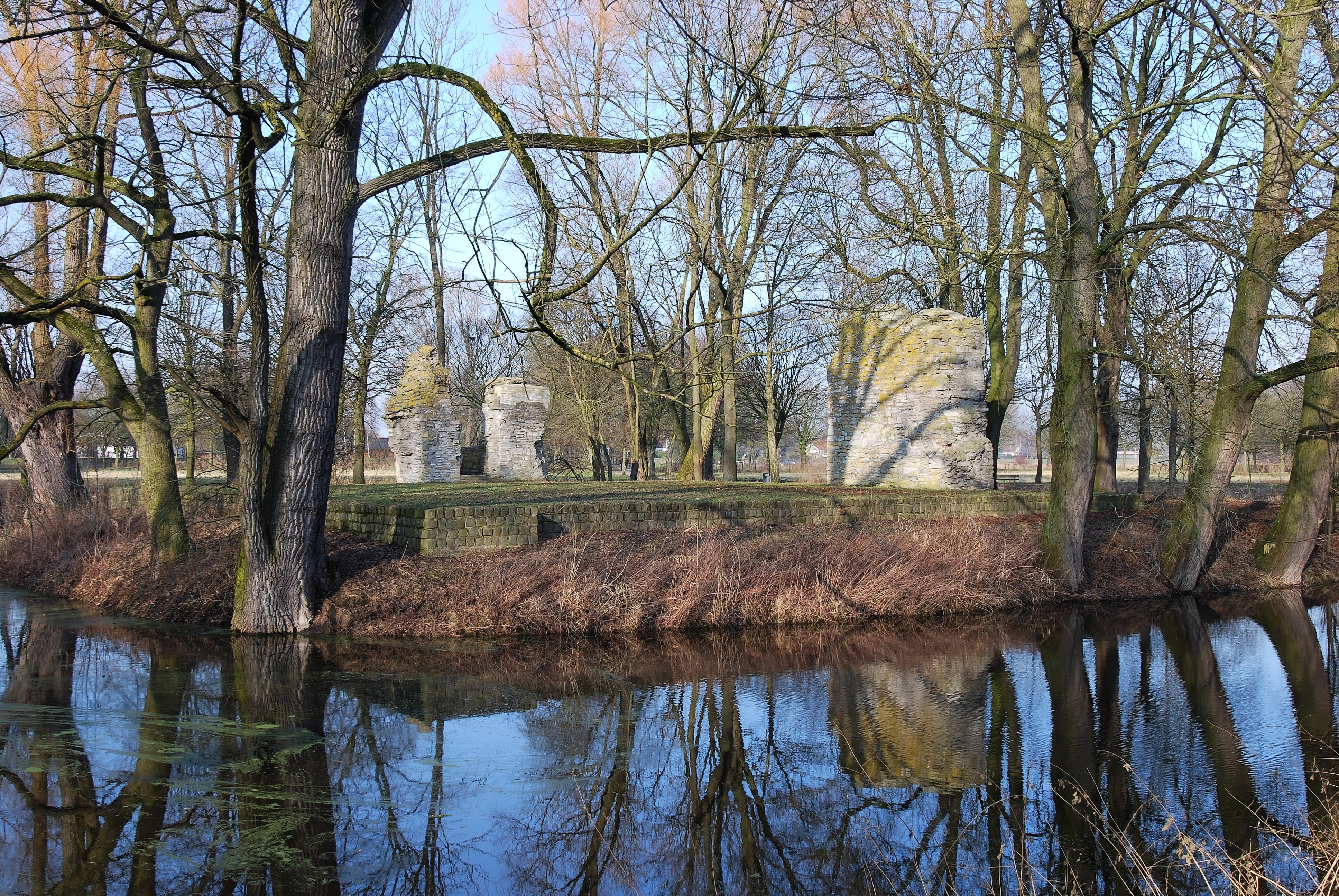
Burgrest mit Wassergraben

Im Jahre 1613 übernahm Simon VII. die Regentschaft. Er war ein friedliebender, auf Ausgleich bedachter Graf und, da die Errichtung einer so großen Festung bei allen Nachbarn viel Ärger und Zorn hervorgerufen hatte, rückten im Oktober 1616 die ersten 300 Mann an, um die Festung wieder zu schleifen. Doch, da alles nicht teuer sein durfte, dauerten die Hauptabrissarbeiten rund vierzig Jahre. Erst 1763 war der Abriss vollständig beendet.
Der Verlauf der ehemaligen Festungsanlagen ist jetzt durch eine (meist) doppelreihige Baumpflanzung nachgebildet worden.

## Verwaltungssitz
In der Zwischenzeit wurde die alte Burgstelle als Amtshaus genutzt. Von hier verwalteten Amtmänner das "Ambt Lipperode/Cappel". Um 1790 erfolgte auch die Aufgabe des Amtshauses. Die Verwaltung zog zum Gutshaus "Tannenbaum" um. 1837 erfolgte ein Abbruch der wesentlichen Teile des Amtshauses. Die Steine dienten Lipperodern für ihren Hausbau. Im Jahre 1886 wurde die Verwaltung des Amtes vom "Tannenbaum" nach Cappel verlegt. Beide Gemeinden bildeten dieses Amt bis 1928. Seit diesem Jahr wurde Lipperode wieder eine eigenständige Gemeinde, die dem Landkreis Detmold angehörte.